# Marsaglia
Marsaglia ist eine Gemeinde in der italienischen Provinz Cuneo (CN), Region Piemont.

## Lage und Einwohner
Marsaglia liegt 55 Straßenkilometer östlich von der Provinzhauptstadt Cuneo entfernt in der Weinregion Langhe auf einer Höhe von 607 m über dem Meeresspiegel. Das Gemeindegebiet umfasst eine Fläche von 13,03 km² und hat 219 Einwohner (Stand 31. Dezember 2023).
Die Nachbargemeinden sind Castellino Tanaro, Clavesana, Igliano, Murazzano und Rocca Cigliè.

## Geschichte

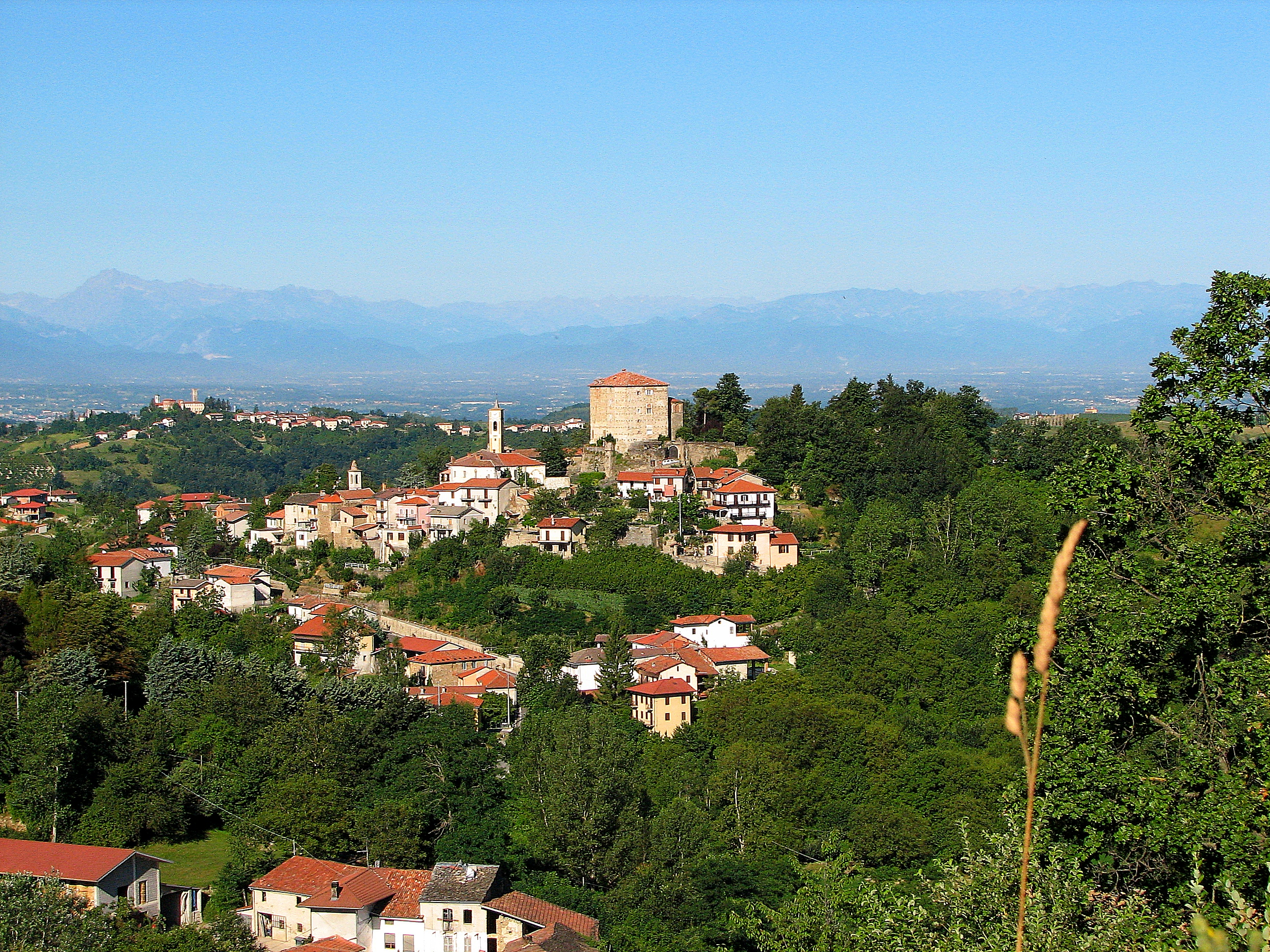
Marsaglia Panorama

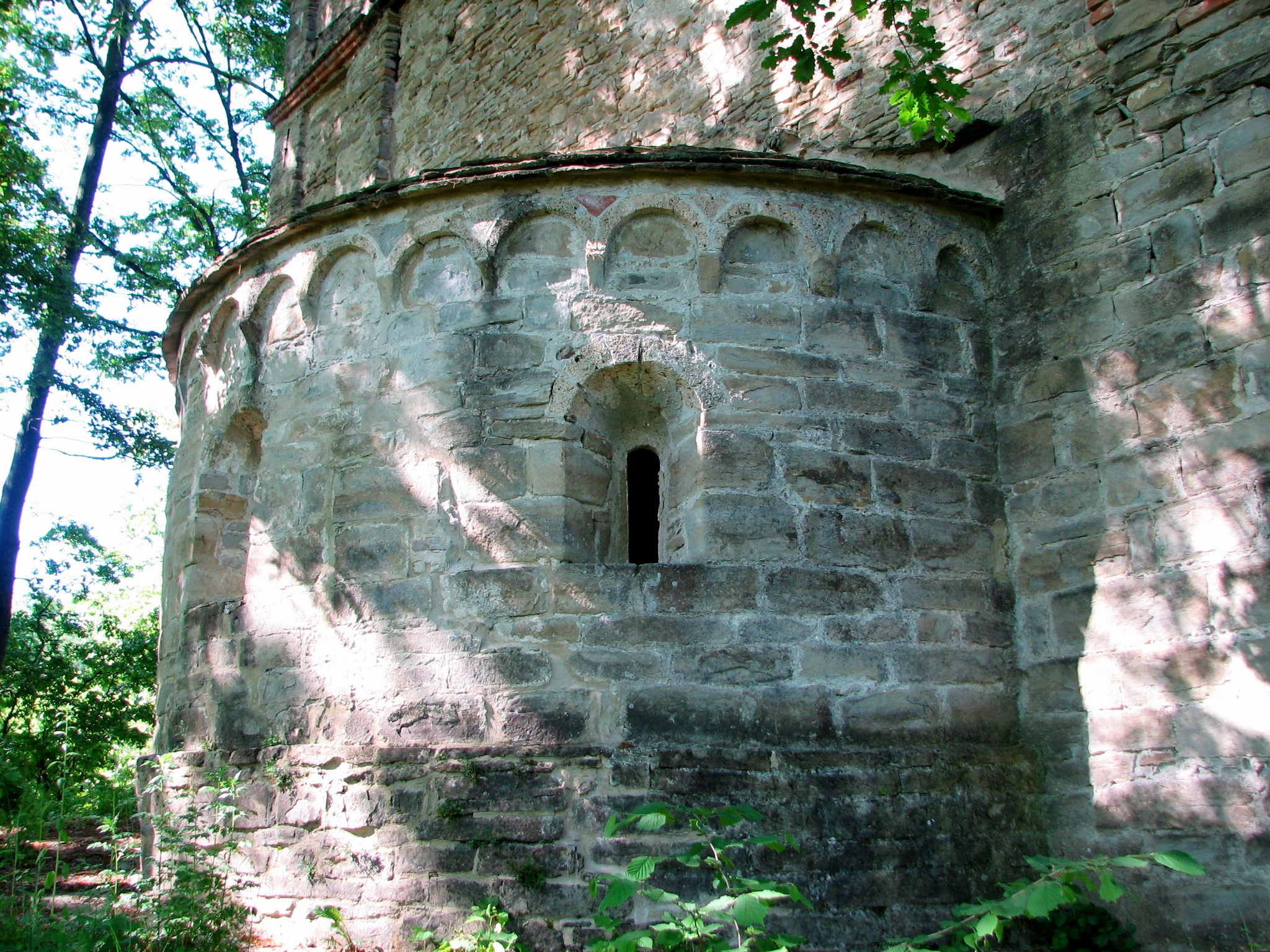
Spätromanische Apsis der Kapelle San Ponzio di Marsaglia

Es war zunächst im Besitz von Bonifacio del Vasto, gelangte dann durch Erbschaft an den Markgrafen von Clavesana und 1299 an den Markgrafen von Saluzzo. Es erlebte mehrere Belagerungen, darunter die von Francesco Sforza, der mit den Truppen des Herzogtums Mailand gegen den Markgrafen von Monferrato kämpfte.

## Sehenswürdigkeiten
- Das Schloss aus dem 14. Jahrhundert ist gut restauriert, mit einem Grafensaal und Fresken an den Wänden.
- Die Pfarrkirche Sant'Eusebio aus dem Jahr 1751, die vor allem im sehr großen und hellen Innenraum Sehenswürdigkeiten aufweist. Neben dem Hauptaltar im Barockstil sind auch die Seitenaltäre, in denen einige besonders wertvolle Gemälde aufbewahrt werden von historischer Bedeutung. Interessant ist auch die Präsenz adeliger Wappen in verschiedenen Einrichtungsgegenständen.
- Die Kapelle San Ponzio, ein Zeugnis antiker Fresken und Flachreliefs in der romanischen Kunst.
- Die Kirche der Consolata-Bruderschaft, die lange Zeit ein seltenes Beispiel eines Gemäldes aus der ersten Hälfte des 15. Jahrhunderts beherbergte, dem piemontesischen Künstler Rufino d'Alessandria zugeschrieben. Es handelt sich um ein bedeutendes Triptychon, das die thronende Madonna mit dem Kind und an den Seiten den Heiligen Johannes den Täufer, den Heiligen Antonius den Abt, den Heiligen Johannes den Evangelisten und die Heilige Katharina darstellt.

## Kulinarische Spezialitäten
In der Umgebung von Marsaglia wird Weinbau betrieben. Die Beeren der Rebsorten Spätburgunder und/oder Chardonnay dürfen zum Schaumwein Alta Langa verarbeitet werden.